# 옥계항 (창원시)
옥계항(玉溪港)은 경상남도 창원시 마산합포구 구산면 옥계리에 있는 어항이다. 1972년 2월 23일 지방어항으로 지정하여 관리하고 있다. 시설관리자는 창원시장이다.

## 어항 시설
- 방파제 140m, 물양장 282m

## 주요 어종
- 장어